# 桑堆镇
桑堆乡，是中华人民共和国四川省甘孜藏族自治州稻城县下辖的一个乡镇级行政单位。稻城亚丁机场位于该乡辖区内。

## 行政区划
桑堆乡下辖以下地区：
桑堆一村、桑堆二村、桑堆三村、桑堆四村、所冲一村、所冲二村、所冲三村、吉乙一村、吉乙二村和吉乙三村。